# Lepidopus proargenteus
Espèce
Lepidopus proargenteus est une espèce fossile de poissons de la sous-famille des Lepidopodinae (famille des Trichiuridae).

## Publication

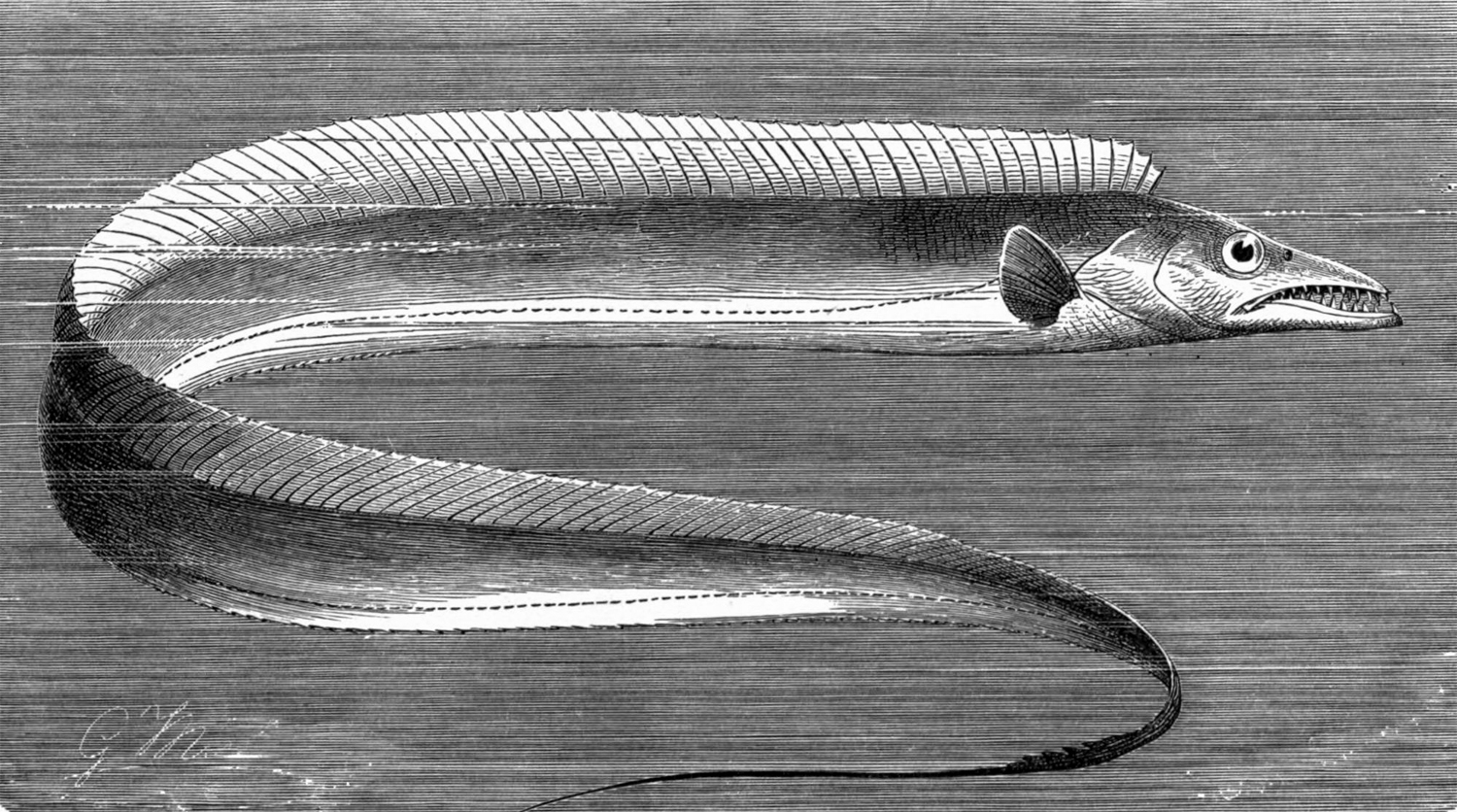
Lepidopus caudatus espèce sœur vivante.

Cette espèce Lepidopus proargenteus est décrite et publiée par Camille Arambourg en 1927,.

## Description
L'holotype vient de la localité Raz-el-Ain en Algérie, qui est dans un horizon marin Messinian dans la formation Raz-el-Ain algérienne.

## Répartition
Selon Paleobiology Database en 2022, des fossiles de cette espèce ont été découverts en Algérie et en Italie.

## Publication originale
- Camille Arambourg, « Les Poissons fossiles d'Oran », Matériaux Pour la Carte Géologique de l’Algérie, Première Série, Paléontologie, vol. 6,‎ 1927, p. 1-298.